# Gil de Casayo
Gil de Casayo (Bierzo, ca. 1170 - Casayo, ca. 1250) fue un monje benedictino, abad de San Martín de Castañeda. Se retiró a una ermita donde murió. Es venerado como santo por la Iglesia católica.

## Biografía
No se sabe donde nació, aunque tradicionalmente se dice que esto ocurrió en la comarca del Bierzo, hacia 1170, pero podría ser en algún otro lugar de Galicia o incluso de Castilla. Monje benedictino o cisterciense en el monasterio de Santa María de Carracedo (Bierzo), fue al monasterio de San Martín de Castañeda (Galende, Zamora), que restauró y del cual fue abad. De todas maneras, tampoco hay pruebas documentales de que fuese realmente el abad. Buscando la soledad para hacer oración, se retiró con otro monje, Pedro Fresme, en el priorato de Santa Cruz de Casayo (Carballeda de Valdeorras), no muy lejos de Castañeda, pero ya en la comarca de Valdeorras, en Galícia, donde hizo de rector del pueblo.
Marcharon después a hacer vida eremítica a Casayo (también en el municipio de Carballeda de Valdeorras, en el valle de Valdeorras), donde cada uno de los dos monjes vive en una ermita. Cuando Gil murió, a mediados del siglo XIII, el otro monje lo enterró en la misma ermita.

## Veneración
Sobre la ermita se edificó una iglesia, que se convirtió en lugar de peregrinaje, con romerías el 1 de septiembre. Se le tiene mucha devoción en la comarca de Valdeorras y en otras partes de Galicia. Se estableció una cofradía de San Gil en Casayo, a la que el papa Benedicto XIV concedió en 1746 indulgencias para los que visitasen la ermita.
No se conoce el día de la muerte; se eligió como festividad el 1 de septiembre porque ese mismo día se conmemora la festividad de San Gil. La coincidencia y la ignorancia hizo que se mezclasen elementos, y que el santo de Casayo fuese representado, como el occitano, con una diana al lado.